# Ревекка у колодца (картина Пьяццетты)
«Ревекка у колодца» (итал. Rebecca al pozzo) — картина итальянского живописца Джованни Батиста Пьяццетты. Создана примерно в 1735—1740 годах. Хранится в Пинакотеке Брера в Милане (в коллекции с 1916 года).

## Описание
Сюжет полотна взят из Библии: Элиезер доносит до обескураженной красавицы Ревекки предложение Исаака о женитьбе. Темы из Ветхого Завета были очень популярны в живописи, особенно, как в этом случае, с добавлением к композиции второстепенных персонажей (пасторальная сцена справа на втором плане) и животных (коровы и верблюд), которые изображены с некоторой долей юмора.
Это произведение относится к позднему этапу творчества художника и является квинтэссенцией театрального духа венецианского искусства XVIII века. Для работ этого времени характерны ярко выраженные стилистические изменения: Пьяццетта, пользуясь опытом Джованни Батиста Тьеполо, отказывается от сильных теневых контрастов, характерных венецианской живописи XVII века, обращаясь к рассеянному полуденному освещению, в которое мягко погружены персонажи, одетые в наряд того времени. Композиционному построению присуща большая пространственность, которая не нарушается взволнованными жестами и напряженностью, которая характерна для эпохи барокко.